# Natężenie oświetlenia

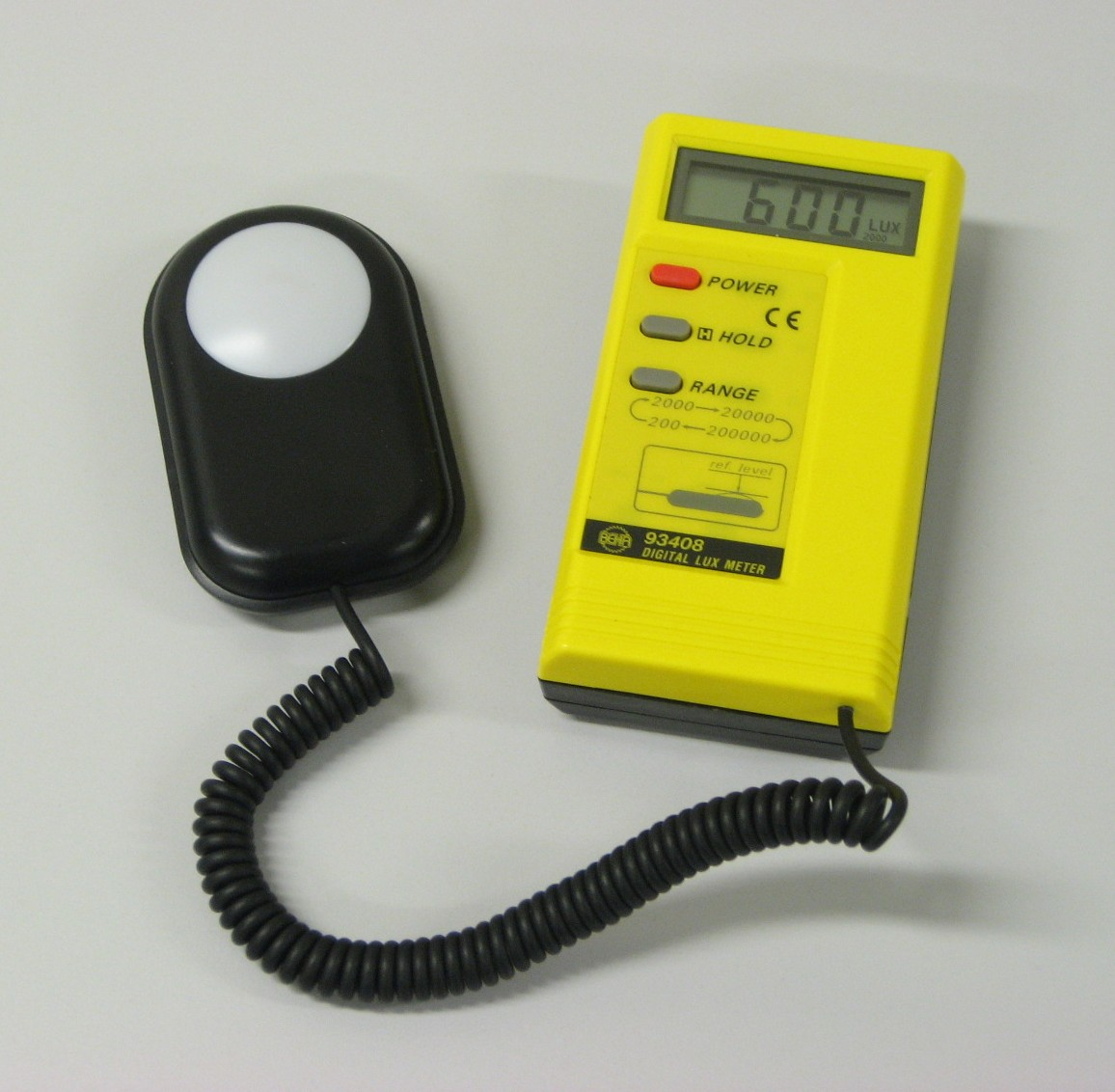
„Luksomierz” – miernik natężenia oświetlenia

Natężenie oświetlenia – gęstość strumienia świetlnego padającego na daną powierzchnię, równa granicy ilorazu strumienia świetlnego {\displaystyle \Phi } padającego na powierzchnię i pola {\displaystyle S} tej powierzchni, przy {\displaystyle S} dążącym do 0:
{\displaystyle E={\frac {d\Phi }{dS}}.}
Punktowe źródło światła o światłości {\displaystyle I,} wywołuje natężenie oświetlenia w punkcie powierzchni określone wzorem:
{\displaystyle E={\frac {I}{r^{2}}}\cos \alpha ,}
gdzie:
{\displaystyle E} – natężenie oświetlenia,
{\displaystyle \alpha } – kąt między normalną do powierzchni a wektorem skierowanym na źródło światła,
{\displaystyle r} – odległość punktu powierzchni od źródła światła.
Jednostką natężenia oświetlenia w układzie SI jest luks (lx) równy lumenowi na metr kwadratowy (cd·sr·m−2).

## Natężenie oświetlenia miejsca pracy (Polska)
Poziom natężenia oświetlenia i jego rozkład na polu pracy i w jego bezpośrednim otoczeniu decyduje w głównej mierze o sprawnym wykonaniu pracy wzrokowej. Wpływają również na ogólną ocenę wnętrza. Kryterialne wartości średniego natężenia oświetlenia na polu pracy określane są dla normalnych warunków widzenia i uwzględniają: zdolność rozróżniania szczegółów, wygodę widzenia, odczucia przyjemnościowe, względy bezpieczeństwa, ergonomiczne i ekonomiczne, a także doświadczenia praktyczne. Zalecane są następujące stopniowania poziomów natężenia oświetlenia: 20-30-50-100-150-200-300-500-750-1000-1500-2000-3000-5000 lx.
Natężenie oświetlenia miejsca pracy określają polskie normy. W normie tej przyjęto, że wymagane natężenie oświetlenia w celu dostrzeżenia rysów ludzkiej twarzy w normalnych warunkach oświetleniowych, powinno być nie mniejsze niż 20 lx i jest to najmniejsze natężenie oświetlenia wymieniane przez normę. W typowych pracach biurowych, takich jak: pisanie ręczne, pisanie na maszynie, czytanie, obsługiwanie klawiatury wymagane jest natężenie oświetlenia 500 lx, dla prac precyzyjnych przewyższa 1000 lx. W słoneczny letni dzień natężenie oświetlenia w miejscach niezacienionych osiąga wartość 100.000 lx.
Dla orientacji – według normy PN-EN 12 464-1: 2004 zalecane natężenie oświetlenia:
- rozpoznanie rysów twarzy – 20 lx
- wykonywanie prostych czynności – 50 lx
- kuźnia (kucie swobodne), warsztat – 200 lx
- obsługa komputera, prace biurowe – 500 lx
- montaż precyzyjny, mikromechanika, zakład jubilerski – 1000 lx

oraz dla porównania (wartości orientacyjne zależne od różnych czynników, np.: pory roku i dnia, stopnia zachmurzenie czy czystości powietrza):
- oświetlenie powierzchni ziemi przez Księżyc w pełni w pogodną noc – 0,2 lx
- oświetlenie uliczne w nocy – 5–10 lx
- pomieszczenie od zacienionej strony w środku dnia – 300 lx
- oświetlenie słoneczne terenu na zewnątrz (zachmurzone niebo) – 5000 lx
- słoneczny letni dzień (czyste niebo na równiku) – 100 000–110 000 lx.